# Deadly Games
Deadly Games é uma série de 1995, estrelada por Christopher Lloyd.
Um programador de Videogames constrói um perigoso jogo, no qual o vilão principal é seu pai , que no jogo assume o nome de Jackol. Após um acidente de laboratório, os personagens criam vida e começam a realizar suas tarefas de jogo. Cabe ao programador, ajudado por sua ex-mulher e seu auxiliar, destruir todos os personagens.